# Paul-Georges Ntep
Paul-Georges „PG“ Ntep de Madiba (* 29. Juli 1992 in Douala) ist ein ehemaliger kamerunisch-französischer Fußballspieler. Der Offensivspieler war kamerunischer sowie französischer Nationalspieler.

## Karriere

### Vereine
Ntep begann das Fußballspielen 2001 bei Ris Orangis US in der französischen Gemeinde Ris-Orangis. Anschließend spielte er bei diversen französischen Mannschaften, bevor er 2009 in die Jugend von AJ Auxerre wechselte. Dort wurde er zur Saison 2010/11 in die zweite Mannschaft hochgezogen, die in der viertklassigen Championnat de France Amateur spielte.
Zur Saison 2011/12 rückte Ntep bei Auxerre in den Kader der ersten Mannschaft auf. Am 21. April 2012 saß er beim Ligaspiel gegen den OGC Nizza erstmals auf der Bank. Sein erstes Spiel in der Ligue 2 absolvierte er am 11. August 2012 beim 1:0-Sieg im Heimspiel gegen den CS Sedan. Am 22. September 2012 erzielte er bei der 3:4-Niederlage bei EA Guingamp mit dem Treffer zum 1:1 in der 34. Minute sein erstes Tor im Profifußball.
In der Winterpause der Saison 2013/14 wechselte Ntep zum Erstligisten Stade Rennes. Dort erzielte er am 23. Februar 2014 mit dem Tor zum 1:0 beim 3:0-Sieg beim FC Nantes seinen ersten Treffer in der Ligue 1 und erzielte auch an den folgenden beiden Spieltagen je ein Tor. Im Pokal erreichte er mit dem Verein in der Saison 2013/14 das Finale, unterlag dort jedoch EA Guingamp mit 0:2.
In der Winterpause der Bundesliga-Spielzeit 2016/17 wechselte Ntep zum VfL Wolfsburg. Er unterschrieb einen bis zum 30. Juni 2021 gültigen Vertrag. Bei seinem Bundesligadebüt am 21. Januar 2017 (17. Spieltag) im Heimspiel gegen den Hamburger SV gab er die Vorlage zum 1:0-Siegtreffer durch Mario Gómez in der 83. Minute.
Nachdem Ntep in 18 Spieltagen der Saison 2017/18 nur zu 5 Einsätzen ohne eigenen Torerfolg gekommen war, kehrte er am 17. Januar 2018 in die Ligue 1 zurück und schloss sich bis zum Saisonende auf Leihbasis der AS Saint-Étienne an. Nach seiner Rückkehr kam der Offensivspieler zu keinem weiteren Bundesligaeinsatz und wurde im Sommer 2019 vom neuen Cheftrainer Oliver Glasner bis auf Weiteres in die zweite Mannschaft versetzt. Ende August 2019 wurde Ntep für ein Jahr an Kayserispor verliehen. Nach fünf Ligaspielen sowie einer Partie im Pokal entschied der Offensivspieler Ende 2019 aufgrund von „sportlicher Unzufriedenheit und Unregelmäßigkeiten bei der Gehaltszahlung“, nicht mehr für Kayserispor aktiv sein zu wollen und hielt sich in der Folge privat in Kamerun fit. Mitte Februar 2020 folgte eine Vertragsauflösung seitens des VfL Wolfsburg, woraufhin auch der Leihvertrag mit dem türkischen Erstligisten gekündigt wurde.
Mitte Mai 2020 erhielt Ntep einen Einjahresvertrag beim französischen Zweitligisten EA Guingamp. Dort konnte er sich nicht durchsetzen und absolvierte im Ligaalltag lediglich 13 Spiele (davon dreimal von Beginn an). Nach einem Jahr fand er im portugiesischen Erstligisten Boavista Porto einen neuen Arbeitgeber. Für den Verein aus Porto erzielte er im Mai 2022 im Spiel gegen Vitoria seinen ersten Treffer. Im Sommer 2022 lief sein Vertrag aus und er wurde nicht verlängert. Im September 2023, nach über einem Jahr Vereinslosigkeit, schloss er sich ablösefrei dem vietnamesischen Verein Ho Chi Minh City an. Nach nur neun Spielen wurde der Vertrag wieder aufgelöst. Im Dezember 2024 beendete Ntep im Alter von 32 Jahren offiziell seine Karriere.

### Nationalmannschaft
Ntep absolvierte am 5. Mai 2010 beim 2:1-Sieg in Polen ein Spiel für die französische U18-Nationalmannschaft. Für die U19-Auswahl kam er im April 2011 zweimal zum Einsatz. Im Sommer 2013 spielte er fünfmal für die U20 und erzielte gegen Kolumbien (1:3) und Portugal (2:1) je ein Tor. Für die U21-Nationalmannschaft spielte er zehnmal in der EM-Qualifikation und kam in fünf Freundschaftsspielen zum Einsatz.
Am 7. Juni 2015 debütierte Ntep bei der 3:4-Niederlage im Freundschaftsspiel gegen Belgien in der A-Nationalmannschaft, als er in der 80. Minute für Olivier Giroud eingewechselt wurde. Nach einem weiteren Einsatz bei der 0:1-Niederlage gegen Albanien am 13. Juni 2015 wurde Ntep nicht mehr berufen.
2018 entschied sich Ntep, der kein Pflichtspiel für Frankreichs A-Nationalmannschaft absolviert hatte, künftig für die kamerunische Nationalmannschaft aufzulaufen und wurde im September 2018 von Nationaltrainer Clarence Seedorf für das Spiel in der Qualifikation zur Afrikameisterschaft 2019 gegen die Komoren erstmals nominiert. Sein Debüt gab Ntep am 12. Oktober 2018 beim 1:0-Sieg gegen Malawi.